# Yvette Brind'Amour
Pour les articles homonymes, voir Brind'Amour.
Yvette Brind'Amour (née Marguerite Marie Yvette Brind'Amour à Montréal le 30 novembre 1918 et décédée à Dorion le 4 avril 1992) était une actrice québécoise. Elle a cofondé le Théâtre du Rideau Vert avec son amie Mercedes Palomino.

## Biographie

### Jeunesse et débuts
Yvette Brind'Amour est née à Montréal le 30 novembre 1918 et grandit au sein d'une famille aisée.  Elle est la fille de Charles-Joseph Brind'Amour et de Blanche-Hermina Chrétien.  Son père est journaliste pour le quotidien anglo-montréalais The Gazette.  C'est d'abord la danse qui suscite l'intérêt d'Yvette Brind'amour.  Elle commence donc à étudier la danse à Montréal chez Maurice Lacasse-Morenoff et participe, comme danseuse, à des revues montées par Gratien Gélinas.  Elle étudie l'art dramatique avec Yvonne Duckett (Madame Audet).  Après la guerre, elle se rend à Paris et prend des cours d'art dramatique chez Charles Dullin et René Simon.  
Yvette Brind'Amour fut très rapidement impliquée dans les nouveaux courants du milieu du théâtre de Montréal. En 1943, elle participe à la création du Théâtre de l'Équipe de Pierre Dagenais, qui connut une histoire mouvementée (1943-1948) mais féconde.  Ainsi, en 1946, au sein de l'Équipe, Brind'Amour jouera Huis clos devant Jean-Paul Sartre, alors de passage à Montréal.

### Le Rideau Vert
En 1948, en compagnie de son amie Mercedes Palomino, Yvette Brind'amour devient la cofondatrice du Théâtre du Rideau Vert, un théâtre qui sera appelé à devenir le doyen des théâtres du Québec et qui, plus de soixante-dix ans après sa fondation, poursuit encore ses activités.
De 1948 jusqu'à son décès, en 1992, Brind'amour assumera la direction du Rideau Vert en compagnie de Mercedes Palomino.  En février 1949, le Rideau Vert présente sa première production, le drame Les Innocentes de Lillian Hellman, un choix assez audacieux pour l'époque puisque la pièce traite d'homosexualité féminine.  Brind'amour y tient un des rôles principaux et signe également la mise-en-scène du spectacle.  C'est sous le directorat de Brind'amour et Palomino qu'en 1968 le Rideau Vert crée la comédie dramatique Les Belles-sœurs de Michel Tremblay, considéré comme un moment charnière dans l'histoire de la dramaturgie québécoise.  Le tandem aura aussi la main heureuse en 1973, alors que le Rideau Vert propose La Sagouine, un monologue théâtral de l'auteure acadienne Antonine Maillet qui lui aussi fait date.
Parmi les rôles que Brind'amour tiendra au Rideau Vert, on peut citer les rôles-titres dans Ondine de Giraudoux (1951) et Antigone de Jean Anouilh (1952) ainsi que ceux de Marianne dans Les Caprices de Marianne de Musset (1958), La Comtesse dans L'heureux Stratagème de Marivaux (1964), Ruth dans Le Retour de Harold Pinter (1971), Maude dans Harold et Maude de Colin Higgins (1979), Amanda dans La Ménagerie de verre de Tennessee Williams (1982) et Mme Frola dans Chacun sa vérité de Pirandello (1985).  Elle apparait une dernière fois sur scène en 1990 dans la comédie Samedi, dimanche et lundi d'Eduardo de Filippo.

### Vie privée
En 1950, elle épouse Louis-Marie Le Gouriadec, mieux connu sous le pseudonyme de Paul Gury (1888-1974), comédien, auteur et metteur en scène d’origine bretonne, qui fut directeur du Théâtre National de Montréal.
Sa sépulture est située dans le Cimetière Notre-Dame-des-Neiges, à Montréal.
Le fonds d'archives d'Yvette Brind'Amour est conservé à BAnQ Vieux-Montréal de Bibliothèque et Archives nationales du Québec. 

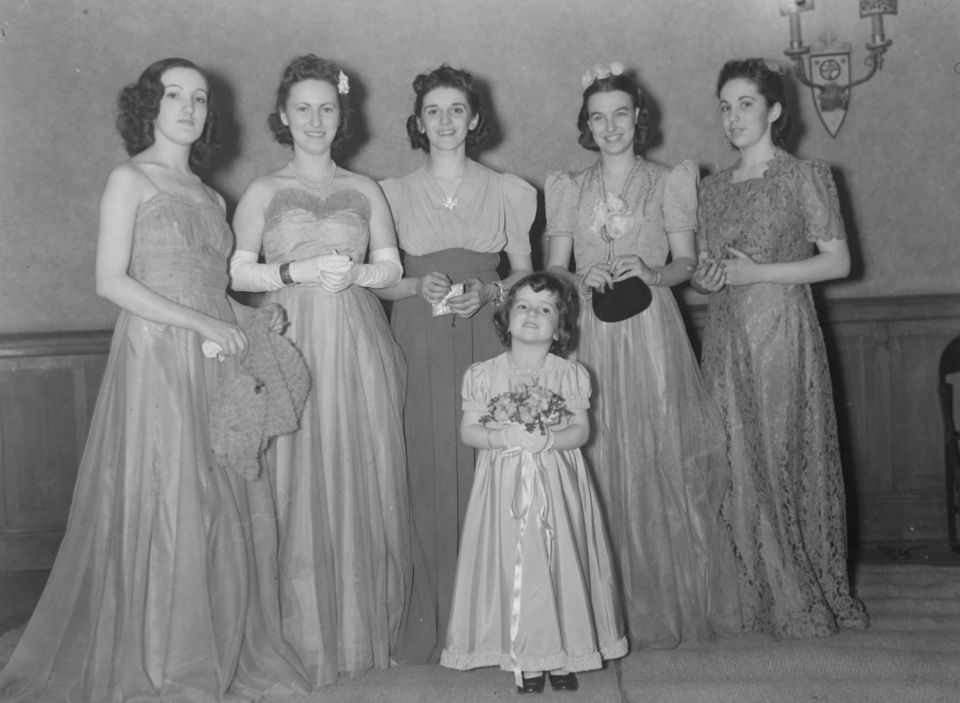
Yvette Brind'Amour se trouve à l'extrême gauche.

## Filmographie

### Cinéma
- 1945 : Fridolinons
- 1962 : Deburau
- 1973 : La Lunule (The Pyx) : Meg

### Télévision

#### Téléfilm
- 1970 : Une maison... un jour... : Dominique
- 1987 : Shades of Love: The Garnet Princess : Princess Theodora
- 1988 : No Blame : Margaret'

#### Série télévisée
- 1954 : 14, rue de Galais : Tania
- 1957 : Opération-Mystère : Altaar
- 1980 : Marisol

## Distinctions
- Prix Victor-Morin (1964)
- Officier de l'Ordre du Canada (1967)[6]
- Compagnon de l'Ordre du Canada (1982)[6]
- Officier de l'Ordre national du Québec (1985)[7]
- Grande Montréalaise - Catégorie culturelle (1985)[8]
- Prix Molson (1987)
- Commandeure de l'Ordre de Montréal, à titre posthume (2016)[8]